# Цихри (Західнопоморське воєводство)
Цихри (пол. Cychry) — село в Польщі, у гміні Дембно Мисліборського повіту Західнопоморського воєводства.
Населення — 979 осіб (2011).

## Демографія
Демографічна структура станом на 31 березня 2011 року:
|          | Загалом | Допрацездатний вік | Працездатний вік | Постпрацездатний вік |
| -------- | ------- | ------------------ | ---------------- | -------------------- |
| Чоловіки | 485     | 114                | 342              | 29                   |
| Жінки    | 494     | 104                | 300              | 90                   |
| Разом    | 979     | 218                | 642              | 119                  |